# Cérès (1938)
Cérès (Q190) – francuski dwukadłubowy okręt podwodny z okresu międzywojennego i II wojny światowej, jedna z sześciu zbudowanych jednostek typu Minerve. Okręt został zwodowany 9 grudnia 1938 roku w stoczni Ateliers et Chantiers de la Seine-Maritime w Le Trait, a w skład Marine nationale wszedł w 1939 roku. Jednostka pełniła służbę na Morzu Śródziemnym i Atlantyku, a od zawarcia zawieszenia broni między Francją a Niemcami znajdowała się pod kontrolą rządu Vichy. Po lądowaniu Aliantów w Afryce Północnej, 9 listopada 1942 roku okręt został samozatopiony w Oranie. Podniesiony, nigdy nie został wyremontowany i w lutym 1946 roku został sprzedany na złom.

## Projekt i budowa
„Cérès” zamówiona została w ramach programu rozbudowy floty francuskiej z 1936 roku. Oficjalny, sygnowany przez marynarkę projekt (o oznaczeniu T2), stworzony przez inż. Jeana-Jacquesa Roqueberta, stanowił ulepszenie 600-tonowych typów Sirène, Ariane i Circé, uwzględniając też doświadczenia stoczni prywatnych przy budowie okrętów typów Argonaute, Diane i Orion. Usunięto większość wad poprzedników: okręty charakteryzowały się wysoką manewrowością i krótkim czasem zanurzenia; poprawiono też warunki bytowe załóg. Na jednostkach powiększono też liczbę wyrzutni torped do dziewięciu, jednak bez możliwości zabierania torped zapasowych.
„Cérès” zbudowana została w stoczni Ateliers et Chantiers de la Seine-Maritime w Le Trait (numer stoczniowy 85) . Stępkę okrętu położono 8 sierpnia 1936 roku , a zwodowany został 9 grudnia 1938 roku.

## Dane taktyczno-techniczne
„Cérès” była średniej wielkości okrętem podwodnym o konstrukcji dwukadłubowej. Długość między pionami wynosiła 68,1 metra, szerokość 5,62 metra i zanurzenie 4,03 metra . Wyporność normalna w położeniu nawodnym wynosiła 662 tony, a w zanurzeniu 856 ton. Okręt napędzany był na powierzchni przez dwa silniki wysokoprężne Normand–Vickers o łącznej mocy 1800 KM. Napęd podwodny zapewniały dwa silniki elektryczne o łącznej mocy 1230 KM. Dwuśrubowy układ napędowy pozwalał osiągnąć prędkość 14,5 węzła na powierzchni i 9 węzłów w zanurzeniu. Zasięg wynosił 2500 Mm przy prędkości 13 węzłów w położeniu nawodnym (lub 4000 Mm przy prędkości 10 węzłów) oraz 85 Mm przy prędkości 5 węzłów w zanurzeniu. Zbiorniki paliwa mieściły 60 ton oleju napędowego. Dopuszczalna głębokość zanurzenia wynosiła 80 metrów .
Okręt wyposażony był w dziewięć wyrzutni torped: cztery stałe kalibru 550 mm na dziobie, dwie kalibru 550 mm na rufie oraz potrójny zewnętrzny obracalny aparat torpedowy kalibru 400 mm . Łącznie okręt przenosił dziewięć torped, w tym sześć kalibru 550 mm i trzy kalibru 400 mm . Uzbrojenie artyleryjskie stanowiło umieszczone przed kioskiem działo pokładowe kalibru 75 mm M1928 L/35 oraz dwa pojedyncze wielkokalibrowe karabiny maszynowe Hotchkiss kalibru 13,2 mm L/76. Jednostka wyposażona też była w hydrofony .
Załoga okrętu składała się z 3 oficerów oraz 39 podoficerów i marynarzy.

## Służba
„Cérès” weszła do służby w Marine nationale w 1939 roku . Jednostka otrzymała numer burtowy Q190 . W momencie wybuchu II wojny światowej okręt pełnił służbę na Morzu Śródziemnym, wchodząc w skład 15. dywizjonu 5. eskadry 1. Flotylli okrętów podwodnych w Tulonie (wraz z siostrzanymi jednostkami „Iris”, „Vénus” i „Pallas”) . Dowódcą jednostki był w tym okresie kpt. mar. (fr. lieutenant de vaisseau) G.L.P. Lemiere .
22 lutego 1940 roku wszystkie okręty 15. dywizjonu dotarły na Martynikę, zastępując powracające do metropolii jednostki 8. dywizjonu („Agosta”, „Bévéziers”, „Ouessant” i „Sidi Ferruch”) . 1 maja „Cérès”, „Iris”, „Vénus” i „Pallas” wyruszyły w drogę powrotną, 31 maja przechodząc przez Cieśninę Gibraltarską i docierając 3 czerwca do Tulonu  . W czerwcu 1940 roku okręt wchodził w skład 15. dywizjonu w Tulonie, a jego dowódcą był nadal kpt. mar. Lemiere . 22 czerwca, w dniu zawarcia zawieszenia broni między Francją a Niemcami, „Cérès” stacjonowała w Hyères, atakowana rankiem nieskutecznie przez włoskie samoloty . W listopadzie 1940 roku rozbrojona „Cérès” znajdowała się w Tulonie w składzie 4. grupy okrętów podwodnych (wraz z „Iris”, „Vénus” i „Pallas”) pod kontrolą rządu Vichy .
6 lutego 1941 roku „Cérès”, „Iris”, „Vénus” i „Pallas” wyszły z Tulonu i 9 lutego dopłynęły do Oranu, skąd dwa dni później w eskorcie uzbrojonego trawlera „La Havraise” udały się w rejs do Casablanki, docierając do portu docelowego 13 lutego .
W październiku 1942 roku stacjonujący w Oranie okręt został rozbrojony . 8 listopada 1942 roku, w momencie desantu Aliantów na Oran „Cérès” wraz z siostrzaną „Pallas” znajdowały się w porcie . Następnego dnia, na rozkaz dowódcy bazy wiceadm. Rioulta okręt został samozatopiony, by uniknąć przejęcia przez wojska amerykańskie . Później jednostkę podniesiono, nie została jednak nigdy wyremontowana i 18 lutego 1946 roku została sprzedana na złom  .